# Mélissa Verreault
Pour les articles homonymes, voir Verreault.
Mélissa Verreault, née à Montréal en 1983, est une écrivaine, traductrice et enseignante québécoise.

## Biographie
Née à Montréal en 1983, Mélissa Verreault détient une maîtrise en création littéraire de l'Université du Québec à Montréal. Elle enseigne la création littéraire à l'Université Laval et est également vice-présidente de l'Union des écrivaines et des écrivains québécois,.
Mère de triplées, elle se consacre à ses enfants et à l'écriture de fiction. Auteure de plusieurs romans, elle fait paraître Voyage léger (La Peuplade, 2011), L'angoisse du poisson rouge (La Peuplade, 2012), Les couleurs primaires (Didier, 2016) ainsi que Les voies de la disparition (La Peuplade, 2016),,,,,.
Elle publie également un recueil de nouvelles, Point d'équilibre (La Peuplade, 2012) en plus de signer des textes dans des collectifs de nouvelles,.
Mélissa Verreault est également traductrice. Elle traduit notamment Ligne brisée, un roman de Katherena Vermette (Québec Amérique, 2017) ainsi que Liminal, un roman de Jordan Tannahill (La Peuplade, 2019).
Pendant plusieurs années, elle collabore également avec le magazine montréalais Urbania.
Finaliste pour le Prix France-Québec en 2012 (pour Voyage léger), elle récipiendaire du Prix du Conseil des arts et des lettres du Québec - Œuvre de l’année pour la région de Chaudière-Appalaches en 2013 (pour Point d'équilibre). Elle est également finaliste au Prix des libraires du Québec en 2015 (pour L'Angoisse du poisson rouge).

## Œuvres

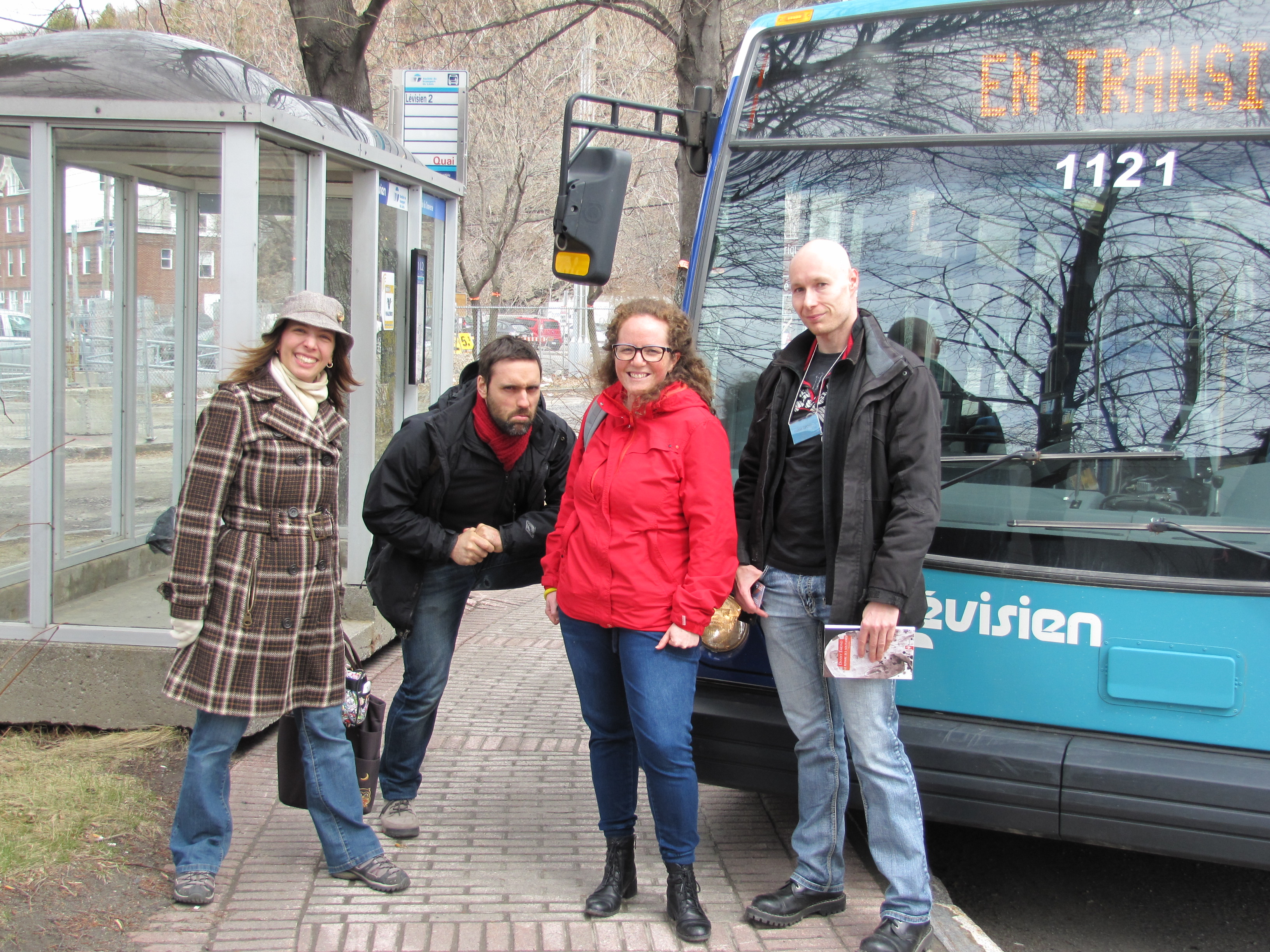
Mélissa Verreault (troisième à droite), participant à une activité dans le cadre de la Journée mondiale du livre et du droit d'auteur en compagnie des auteurs Valérie Harvey, Simon Lambert et Danny Émond, à Lévis en 2015.

### Romans
- Voyage léger, œuvre en couverture de Pierre Bouchard, Chicoutimi, La Peuplade, 2011, 219 p.  (ISBN 978-2-923530-28-4)

- L'angoisse du poisson rouge, Chicoutimi, La Peuplade, 2014, 446 p.  (ISBN 9782923530826, 9782923530895 et 9782923530888)
- Les couleurs primaires, Paris, Didier, 2016, 77 p.  (ISBN 9782278080946)
- Les voies de la disparition, Chicoutimi, La Peuplade, 2016, 470 p.  (ISBN 9782924519288)
- La nébuleuse de la Tarentule, Montréal, Éditions XYZ, 2024, 392 p.  (ISBN 9782897724542)

### Nouvelles
- Point d'équilibre, œuvre en couverture de Mathieu Valade, Chicoutimi, La Peuplade, 2012, 162 p.  (ISBN 9782923530482, 9782923530574 et 9782923530567)
- Âge Sexe Ville, dans L'ère-seconde : portraits d'une génération entre deux millénaires : nouvelles, sous la direction de Philippe Boutin, Montréal, Tête première, 2016, 195 p.  (ISBN 9782924207581)
- Les fausses balles, dans Stadorama, sous la direction de Catherine Mathys, Montréal, VLB, 2016, 203 p.  (ISBN 9782896497072)
- Papiers mouchoirs, dans Pulpe, sous la direction de Stéphane Dompierre, Montréal, Québec Amérique, 2017, 352 p.  (ISBN 9782764433751, 9782764433768 et 9782764433775)
- Saules pleureurs, dans L'amour au cœur de la vie, sous la direction de Geneviève Blouin, Montréal, Québec Amérique, 2017, 241 p.  (ISBN 9782764433478, 9782764433485 et 9782764433492)
- Paréidolies, dans Monstres et fantômes, sous la direction de Stéphane Dompierre, Montréal, Québec Amérique, 2018, 349 p.  (ISBN 9782764436608, 9782764436615 et 9782764436622)

### Traductions
- Ligne brisée, roman de Katherena Vermette, traduction de Mélissa Verreault, Montréal, Québec Amérique, 2017, 446 p.  (ISBN 9782764434161, 9782764434178 et 9782764434185)
- Liminal, roman de Jordan Tannahill, traduction de Mélissa Verreault, Chicoutimi, La Peuplade, 2019, 413 p.  (ISBN 9782924898369, 9782924898482 et 9782924898437)
- Partie de chasse au petit gibier entre lâches au club de tir du coin, de Megan Gail Coles, Traduction de Mélissa Verreault, Montréal, Québec Amérique, 455 p.  (ISBN 9782764444016 et 276444401X)
- Ta gueule t'es belle, de Téa Mutonji, traduction de Mélissa Verreault, Montréal, Tête première, 2021, 206 p.  (ISBN 9782925035480 et 2925035485)

### Direction de publications
- Avec pas une cenne, sous la direction de Mélissa Verreault, Montréal, Québec Amérique, 2019, 209 p.  (ISBN 9782764437254, 9782764437261 et 9782764437278)

## Prix et honneurs
- 2012 - Finaliste : Prix France-Québec (pour Voyage léger)[13]
- 2013 - Récipiendaire : Prix du CALQ de l'œuvre de l'année pour la région de Chaudière-Appalaches (pour Point d'équilibre)[14]
- 2015 - Finaliste : Prix des libraires du Québec (pour L'Angoisse du poisson rouge)[15]
- 2015 - Finaliste : Prix de poésie Radio-Canada (pour Exposition)[16]
- 2018 - Gagnante du Combat des livres Radio-Canada
- 2021 - Finaliste : Prix du récit Radio-Canada (pour Maman Cheval)[17]
- 2022 - Prix d'excellence de la SODEP, Prix création littéraire, pour « Les papillons de nuit » dans Mœbius, no 172[18]